# Paolo Rossi
Paolo Rossi (n. 23 septembrie 1956, Prato, Italia – d. 9 decembrie 2020, Siena, Toscana, Italia) a fost un jucător italian de fotbal. În 1982 a condus naționala Italiei către câștigarea Campionatului Mondial din 1982 înscriind șase goluri și astfel primind Gheata și Balonul de Aur. Este unul din cei trei jucători care au câștigat de-a lungul timpului toate cele trei trofee acordate în cadrul unui Campionat Mondial (Gheata de Aur-golgetereul competiției, Balonul de Aur - cel mai bun jucător și Cupa Mondială), alături de Garrincha în 1962 și Mario Kempes în 1978.